# Mai toccato da mani umane
Mai toccato da mani umane (Untouched by Human Hands) è un'antologia di racconti scritti da Robert Sheckley pubblicata per la prima volta nel 1954.
Tra i racconti inclusi nella raccolta c’è La settima vittima (Seventh Victim), da cui nel 1965 il regista italiano Elio Petri ha tratto il film La decima vittima.
Il contenuto dell'edizione italiana, edita per la prima volta nel 1962 e ripubblicata nel 1978 e nel 2003, corrisponde solo in parte a quello dell'antologia originale: 9 dei 13 racconti originali non sono inclusi in italiano, sostituiti da altri 6 tratti da altre raccolte dello stesso autore (tre da Pilgrimage to Earth del 1957).

## Elenco dei racconti
(nell'ordine originale)
- I mostri (The Monsters, F&SF, marzo 1953), traduzione di Daniella Selvatico Estense
- Costo della vita (Cost of Living, Galaxy, dicembre 1952) - non incluso nell'antologia italiana
- L'altare (The Altar, Fantastic, luglio/agosto 1953) - non incluso nell'antologia italiana
- Nuova invasione (Keep Your Shape, Galaxy, novembre 1953; noto anche come Shape)
- L'uomo impigliato (The Impacted Man, Astounding SF, dicembre 1952) - non incluso nell'antologia italiana
- Mai toccato da mani umane (Untouched by Human Hands, Galaxy, dicembre 1953; anche noto come One's Man Poison), traduzione di Daniella Selvatico Estense
- The King's Wishes, F&SF, luglio 1953 - non incluso nell'antologia italiana
- Calore o Caldo (Warm, Galaxy, giugno 1953) - non incluso nell'antologia italiana
- I demoni (The Demons, Fantasy Magazine, marzo 1953) - non incluso nell'antologia italiana
- Specialista (Specialist, Galaxy, maggio 1953) - non incluso nell'antologia italiana
- La settima vittima (Seventh Victim, Galaxy, aprile 1953), traduzione di Andreina Negretti
- Rituale (Ritual, Climax, 1953; anche Strange Ritual) - non incluso nell'antologia italiana
- Requiem automatico (Beside Still Waters, Amazing Stories, ottobre/novembre 1953) - non incluso nell'antologia italiana

Racconti inclusi nell'edizione italiana e non presenti nell'antologia originale
- Pellegrinaggio alla Terra (Pilgrimage to Earth, 1957), traduzione di Eugenio Gaglia
- La montagna senza nome (The Mountain Without Name, 1955), traduzione di Andreina Negretti
- Clandestino (Dead Head, 1955), traduzione di Eugenio Gaglia
- Criminali cercansi (Skulking Permit, 1954), traduzione di Eugenio Gaglia
- L'accademia (The Academy, 1954), traduzione di Andreina Negretti
- Il catalogo delle mogli (Human Man's Burden, 1956)

## Edizioni
- Robert Sheckley, Mai toccato da mani umane, traduzione di Daniella Selvatico Estense, Urania n° 285, Arnoldo Mondadori Editore, 1962,  p. 160.